# Florian Staub
Florian Staub (1º ottobre 1990) è uno schermidore svizzero.

## Palmarès
In carriera ha conseguito i seguenti risultati:
- Mondiali di scherma

Catania 2011: bronzo nella spada a squadre.
- Europei di scherma

Legnano 2012: oro nella spada a squadre.